# 卡穆塔·拉塔西
卡穆塔·拉塔西（英語：Kamuta Latasi，1936年9月4日—），图瓦卢政治人物，第4任图瓦卢总理（1993年-1996年）、第11任图瓦卢议会议长（2006年-2010年9月；2010年12月-2014年），并在2010年短暂代理图瓦卢总督。